# Шадув-Ксенжи
Шадув-Ксенжи (пол. Szadów Księży) — село в Польщі, у гміні Турек Турецького повіту Великопольського воєводства.
Населення — 147 осіб (2011).
У 1975-1998 роках село належало до Конінського воєводства.

## Демографія
Демографічна структура станом на 31 березня 2011 року:
|          | Загалом | Допрацездатний вік | Працездатний вік | Постпрацездатний вік |
| -------- | ------- | ------------------ | ---------------- | -------------------- |
| Чоловіки | 73      | 15                 | 50               | 8                    |
| Жінки    | 74      | 13                 | 40               | 21                   |
| Разом    | 147     | 28                 | 90               | 29                   |